# Jamie Haskell
Jamie Haskell (* 18. Juli 1980 in Bemidji, Minnesota als Jamie Johnson) ist eine US-amerikanische Curlerin.
Haskell war Teil des US-amerikanischen Curling-Olympiateams bei den Olympischen Winterspielen 2006 in Turin. Sie spielte auf der Position des Third neben ihrer Schwester Skip Cassandra Potter sowie ihren Teamkolleginnen Second Jessica Schultz, Lead Maureen Brunt und Alternate Courtney George. Das Team belegte gemeinsam mit dem dänischen Team den 8. Platz.